# Thông gian
Thông gian, còn gọi là thông dâm, tư thông hay gian thông, là việc ngoại tình thường bị phản đối trên cơ sở xã hội, tôn giáo, luân lý hoặc luật pháp. Mặc dù có cái nhìn khác nhau về hành vi tình dục nào bị coi là thông gian, cũng như về các hậu quả xã hội, tôn giáo và pháp lý nhưng trong nhiều nền văn hóa đều tồn tại khái niệm này. Các cấm đoán thành văn hay theo tục lệ chống việc thông gian là một phần của bộ luật hôn nhân trong hầu hết mọi xã hội.

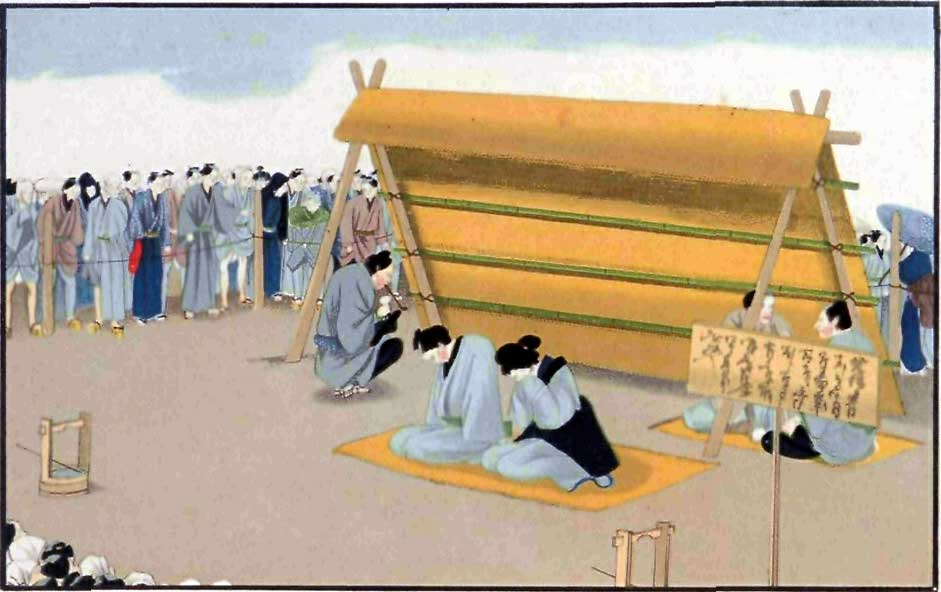
Một người đàn ông và một người đàn bà chịu sự trừng phạt vì tội thông gian, trích từ "Các tranh vẽ tập quán và tục lệ Nhật Bản" của J. M. W. Silver.

## Thông gian và Luật pháp
Trong quá khứ, tội thông gian phải chịu nhiều hình phạt nặng nề, kể cả phải xử tội chết và nó là một cơ sở để dẫn đến sự ly hôn do một người mắc lỗi không chung thủy và vi phạm các chuẩn mực đạo lý của hôn nhân và gia đình. Tại một số khu vực, phương thức trừng phạt tội thông gian là ném đá cho đến chết.
Trong nguyên bản của bộ luật Napoleon, người đàn ông có thể được ly hôn nếu vợ của ông ta là người thông gian, nhưng quan hệ thông gian của người đàn ông lại không là lý do đầy đủ nếu như ông ta không bị phát hiện là đã chung sống với bạn tình tại nhà mình.
Tại nhiều quốc gia (chẳng hạn Áo, Thụy Sĩ, Hàn Quốc, Đài Loan,..), thông gian là một hành vi bất hợp pháp, nhưng hình thức xử lý hành vi này lại không giống nhau. Tại những quốc gia mà luật pháp liên quan đến tội thông gian được thực thi thực sự thì những người đàn bà thông thường phải chịu hình phạt nặng nề hơn người đàn ông, trong một số trường hợp người phụ nữ bị coi là có lỗi liên quan đến hành vi thông dâm thậm chí ngay cả khi họ bị cưỡng dâm. Điều này được coi là diễn ra tại Nigeria và Pakistan.
Tại Hoa Kỳ, luật pháp liên quan đến hành vi thông gian thay đổi theo từng bang. Ví dụ, tại Pennsylvania, tội thông gian bị xử phạt 2 năm tù hoặc 18 tháng để điều trị tình trạng trục trặc về tinh thần.
Trong luật pháp Canada, thông gian được định nghĩa trong Divorce Act (Luật ly hôn). Mặc dù định nghĩa trong văn bản coi nó như là các quan hệ ngoài hôn nhân với người nào đó khác giới, nhưng trong Luật hôn nhân dân sự gần đây của nước này đã có thay đổi trong định nghĩa về hôn nhân, tạo cơ sở cho tòa án của tỉnh British Columbia đánh đổ định nghĩa này. Trong một trường hợp diễn ra năm 2005 một phụ nữ đã đệ đơn xin ly hôn vì chồng bà ta đã không chung thủy với vợ, do có quan hệ tình dục với một người đàn ông khác, điều này làm cho quan tòa cảm thấy đó là lập luận tương đương để có thể cho phép tiêu hôn.